# ミスター・ルーズベルト
『ミスター・ルーズベルト』（原題:Mr. Roosevelt）は、2017年に公開されたアメリカ合衆国のコメディ映画である。
コメディエンヌのノエル・ウェルズが監督・脚本・主演を務め、彼女の映画監督デビュー作となった。共演は、ニック・スーンやブリット・ロウワー、ダニエラ・ピネダ、アンドレ・ハイランド、Doug Benson、Armen Weitzman、Sergio Cilli。
アメリカでは2017年3月12日、 サウス・バイ・サウスウエストでワールドプレミア上映され、その後、2017年10月27日にPaladin配給のもと全米で公開された。日本ではNetflixで配信された。

## あらすじ
テキサスからロサンゼルスに移住し、サブカル系の「痛い女」キャラでYouTubeを中心に活動し、コメディエンヌを目指すエミリー・マーティン。だが、コメディエンヌとしての活動も、映像編集のアルバイトもうまくいかない。
彼女に、オースティンに住む元彼でバンドマンのエリックから連絡があり、二人で飼っていた愛猫の"ミスター・ルーズベルト"が重体だと知らされる。別れを告げるために急いで故郷に戻ったエミリーだが、"ミスター・ルーズベルト"はすでに亡くなっていた。「猫の葬儀がおわるまでは」とエリックの家に泊まるエミリーだが、エリックは新しく同居している彼女のセレスタの影響で、「バンド活動をやめて不動産業の資格をとる」と言い出すなど、別人のように変わっていた。
元彼とその新しい彼女の家に滞在しながら、エミリーは自分の過去を受け入れようとする。

## キャスト
- エミリー・マーティン - ノエル・ウェルズ（英語版）
- エリック・クライン - ニック・スーン（英語版）
- セレスタ・ジョーンズ - ブリット・ロウワー（英語版）
- ジェン・モラレス - ダニエラ・ピネダ
- アート - アンドレ・ハイランド（英語版）
- トム - Doug Benson
- アンディ - Armen Weitzman
- ルーカス - Sergio Cilli
- サマンサ - Carley Wolf

## スタッフ
- 監督・脚本：ノエル・ウェルズ
- 製作：マイケル・B・クラーク、クリス・オールソン、アレックス・タートルタブ

## 製作
2016年3月、ノエル・ウェルズが脚本・監督・主演を務めることが発表された。ロサンゼルスで奮闘するコメディアンで、テキサス州オースティンに帰郷する役を演じている。本作の製作はオースティンで行われ、16ミリフィルムで撮影された。ライアン・ミラーが本作のスコアを作曲した。彼女が滞在した家は、オースティン中心部の5010 Duval Streetに実在する。

## 公開
本作は、2017年3月12日に開催されたサウス・バイ・サウスウエストでワールドプレミアが行われ、来場した観客からスタンディングオベーションを受けた。その後すぐに、PaladinとNetflixが本作の米国配給権を獲得し、2017年10月27日に公開された。2017年12月26日には、Netflixで本作が公開された。

## 批評
レビュー収集サイトのRotten Tomatoesでは、33件のレビューから100％の評価を得ており、批評家のコンセンサスは「[『ミスター・ルーズベルト』は、一人の女性と猫との関係という縮図を通して、全世代の実存的な探求を提供している。」と要約されている。Metacriticでは、13件の批評家のレビューから100点満点中73点の平均点を得ており、「おおむね好意的なレビュー」と示されている。